# 1904年夏季奥林匹克运动会击剑比赛
在1904年夏季奧林匹克運動會擊劍賽事設有5個小項，於1904年9月7日至8日舉行。賽制出現變革：首度新增男子團體鈍劍項目，並舉辦奧運史上唯一的單棍術競賽，同時取消職業擊劍手參賽資格。
比賽場地設置於聖路易斯華盛頓大學校內的弗朗西斯奧林匹克體育場，該場館採用當時先進的木製賽道與可調式擊劍台設計，能同時進行多項賽事。此次單棍術項目成為奧運史上空前絕後的正式比賽，該冷兵器格鬥項目因安全爭議於下屆即遭取消。團體鈍劍賽制則為現代奧運擊劍團體賽奠立雛形，其計分方式與淘汰賽制多被後屆沿用。

## 項目成績
| 項目          | 金牌                                                                                     | 银牌                                                    | 铜牌                             |        |
| 重劍 （詳細） | 拉蒙·丰斯特 · 古巴（CUB）                                                                | 查爾斯·塔特姆 · 美国（USA）                             | 艾伯森·范佐·波斯特 · 美国（USA） |        |
| 花剑 （詳細） | 拉蒙·丰斯特 · 古巴（CUB）                                                                | 艾伯森·范佐·波斯特 · 美国（USA）                        | 查爾斯·塔特姆 · 美国（USA）      |        |
| 花剑 （詳細） | 混合（ZZX） · 拉蒙·丰斯特（古巴） · 艾伯森·范佐·波斯特（美国） · 曼努埃尔·迪亚斯（古巴） | 美国（USA） · 查爾斯·塔特姆 · 菲茨休·湯森 · 亞瑟·福克斯 | 未頒發                           | 未頒發 |
| 軍刀 （詳細） | 曼努埃尔·迪亚斯 · 古巴（CUB）                                                            | 威廉·格里布 · 美国（USA）                               | 艾伯森·范佐·波斯特 · 美国（USA） |        |
| 單棍 （詳細） | 艾伯森·范佐·波斯特 · 美国（USA）                                                         | 威廉·奧康納 · 美国（USA）                               | 威廉·格里布 · 美国（USA）        |        |

## 參賽國家
共有來自3個國家的11名擊劍選手參加了聖路易斯運動會。
- 古巴（2）
- 德国（1）
- 美国（8）

## 奖牌榜
| 排名                     | 国家 / 地区              | 金牌 | 銀牌 | 銅牌 | 总计 |
| ------------------------ | ------------------------ | ---- | ---- | ---- | ---- |
| 1                        | 古巴                     | 3    | 0    | 0    | 3    |
| 2                        | 美国                     | 1    | 5    | 4    | 10   |
| –                        | 混合                     | 1    | 0    | 0    | 1    |
| 总计（共2个国家 / 地区） | 总计（共2个国家 / 地区） | 5    | 5    | 4    | 14   |